# فرودگاه ترونوجویو
فرودگاه ترونوجویو  (به انگلیسی: Trunojoyo Airport) یک فرودگاه همگانی با کد یاتا SUP است که یک باند فرود آسفالت دارد و طول باند آن ۸۵۰ متر است. این فرودگاه در شهر مادورا کشور اندونزی قرار دارد و در ارتفاع ۳٫۰۵ متری از سطح دریا واقع شده‌است.

## شرکت‌های هواپیمایی و مقصدهای پروازی
| شرکت‌های هواپیمایی | مقصدهای پروازی |
| ----------------- | -------------- |
| سوسی ایر          | Jember، جواندا |

| شرکت‌های هواپیمایی | مقصدهای پروازی |
| ----------------- | -------------- |
| ایرفست اندونزی    | جواندا         |